# Lilian Sperling
Lilian Sperling är en brittisk barnflicka, som bland annat arbetat för Storbritanniens kungliga familj. Hon har också blivit känd genom Nannyakuten.